# پیتر کاستلو (بازیکن فوتبال)
پیتر کاستلو (انگلیسی: Peter Costello؛ زادهٔ ۳۱ اکتبر ۱۹۶۹) بازیکن فوتبال اهل بریتانیا است.
از باشگاه‌هایی که در آن بازی کرده‌است می‌توان به باشگاه فوتبال پیتربورو یونایتد اشاره کرد.